# Phaéton à bec jaune
Phaethon lepturus
Espèce
Statut de conservation UICN

 LC  : Préoccupation mineure

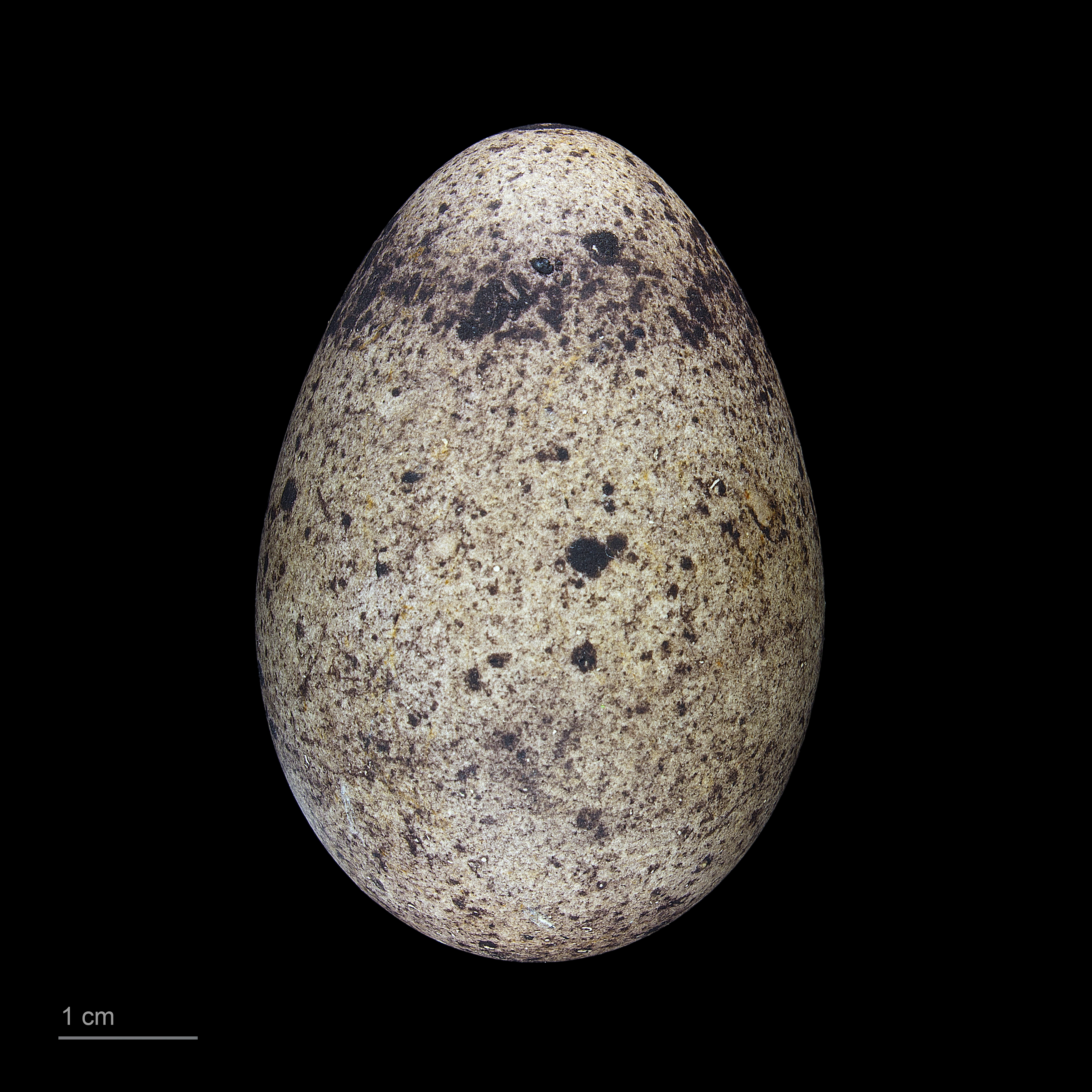
Œuf de Phaethon lepturus – Muséum de Toulouse

Le Phaéton à bec jaune (Phaethon lepturus), également appelé Phaéton à queue blanche ou Petit Phaéton, est une espèce d'oiseaux marins que l'on trouve près de tous les océans du monde.
Aussi appelé petit paille-en-queue ou petit paille-en-cul, sa silhouette gracieuse est souvent utilisée comme emblème dans les Mascareignes. Elle sert de logo à Air Mauritius. Elle est représentée sur le drapeau de l'île Christmas.

## Description

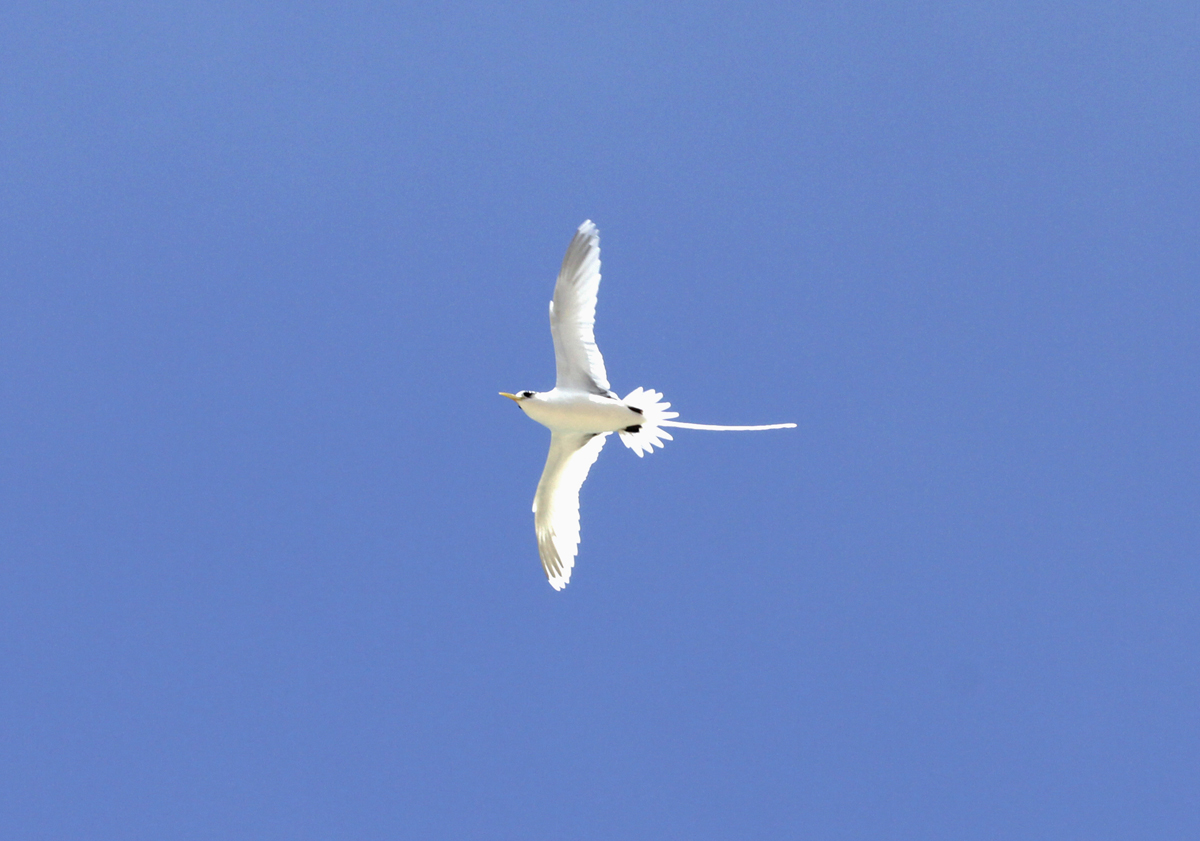
Un « paille-en-queue » en vol à La Réunion.

Cet oiseau mesure 38 à 40 cm de longueur plus 33 à 40 cm pour les deux rectrices médianes. Il a une envergure de 89 à 96 cm et ne présente pas de dimorphisme sexuel.
La tête est blanche avec une bande noire au niveau des yeux bruns. Le reste du corps est également blanc avec l'extrémité des scapulaires, les rémiges primaires, les secondaires internes et les couvertures secondaires noires.
L'immature diffère de l'adulte par les bandes noires de la tête moins marquées, par la nuque, le cou et les parties supérieures striées de noir et par le bec jaunâtre souvent à pointe noire.

## Répartition
Le Phaéton à bec jaune se reproduit sur les îles et les îlots de la zone intertropicale des Océans Pacifique, Atlantique et Indien : Aldabra, Comores, La Réunion, Madagascar et Maurice. A Madagascar, il niche sur la côte rocheuse du nord et du nord-ouest en particulier à Antsiranana, Nosy Be, Nosy Tanikely (15 nids en juillet 1987) et Nosy Mitsio (assez commun).

## Alimentation
C'est un oiseau plongeur qui se nourrit de calmars et de poissons (essentiellement des poissons volants ou exocets).

## Reproduction
La nidification se déroule de mars à septembre.
Son nid est situé dans des cavités de falaises ou de rochers ou dans un trou au sein de végétation dense, toujours en hauteur. En effet, l'envergure de ses ailes et ses toutes petites pattes ne lui permettent pas de décoller du sol. Il prend donc son envol en s'élançant de son nid, dans le vide.
La ponte ne comporte qu'un seul œuf rougeâtre déposé à même le sol. Son incubation est assurée par les deux parents.
Le poussin naît couvert d'un épais duvet semblable à du coton.

## Conservation
C'est une espèce protégée à La Réunion. Par contre à Madagascar, les populations locales prélèvent les œufs, les poussins et les couveurs des colonies accessibles.

## Sous-espèces
Selon la classification de référence du Congrès ornithologique international (15.1, 2025) il se répartit en six sous-espèces (ordre phylogénique) :
- P. l. catesbyi Brandt, 1838 — Caraïbes ;
- P. l. ascensionis Mathews, 1915 — sud de l'océan atlantique ;
- P. l. lepturus Daudin, 1802 — océan Indien ;
- P. l. europae Le Corre & Jouventin, 1999 — île Europa ;
- P. l. fulvus Brandt, 1838 — île Christmas jaunâtre ;
- P. l. dorotheae Mathews, 1913 — océan pacifique.